# 인체 실험
인체 실험(人體實驗)은 살아있는 사람을 대상으로 하는 실험을 말한다.

## 같이 보기
- 731 부대
- 1644 부대
- 나치 독일의 생체 실험
- 미국의 비윤리적 생체 실험